# Macrothamniella robbinsii
Macrothamniella robbinsii är en bladmossart som beskrevs av Edwin Bunting Bartram 1962. Macrothamniella robbinsii ingår i släktet Macrothamniella och familjen Hypnaceae. Inga underarter finns listade i Catalogue of Life.